# 創薬ベンチャーエコシステム強化事業
創薬ベンチャーエコシステム強化事業は、日本医療研究開発機構（AMED）を通して日本の創薬ベンチャーを支援し、加速させることを謳った事業。税金を原資とした3500億円という巨額の資金を、リスクの高いベンチャー企業に補助金として配布し、米国を含む国際的な投資に直接つながる枠組みを提供している。2024年に岸田内閣が立ち上げた。

## 背景
2023年12月、岸田内閣の内閣官房は「創薬力の向上により国民に最新の医薬品を迅速に届けるための構想会議」の初会合を開催した。この会議において、日本の創薬力を強化するための創薬エコシステムの構築が急務であるとの認識のもと、「株式会社先端創薬機構（案）」の設立構想が提言された。会議には内閣官房副長官村井英樹が座長を務め、内閣官房参与である鴨下一郎座長代理を含む政策決定者が参加して、創薬エコシステムの強化を旗印に議論した。この議論をうけ、岸田内閣は国内創薬を支援するために大規模な資金を提供することを決定した。
創薬ベンチャーエコシステム強化事業の主な目標は
1. 日本のスタートアップに国際的な創薬のための資本を確保する。
2. 国際投資を引きつけることで、日本をグローバルなバイオテックエコシステムに統合し、特にアメリカとの連携を強化する。

## 資金提供とメカニズム
- 創薬ベンチャーエコシステム強化事業のため約3500億円の基金がつくられた。
- AMEDは、国が認定したベンチャーキャピタルに資金を提供する。補助金の額はベンチャーキャピタル投資額の最大2倍にされている。たとえば、１億円投資すると言明したベンチャーキャピタルには国が２億円の補助金を給付する。

## 特徴
- 米国にむけた投資：2024年6月5日、岸田文雄首相は、バイオテクノロジーにおける日米協力を積極的に推進することを目的としてこの創薬ベンチャーエコシステム強化事業という補助金事業を行うことを米国に対して表明した[3]。
- AMEDを通した投資：AMEDが進捗を評価し、指導を提供し、必要に応じてプロジェクトを終了させる責任を持つ[4]。一方で、経済産業省（METI）が資金の予算計上を担当している[5]

## 批判と懸念
- 「投資額の2倍」の補助金モデルでは、創薬ベンチャーが形式的な要件を満たすだけで巨額の資金を得られる可能性があり、実際の医薬品開発努力を伴わない資本獲得を目指すシステムの悪用が懸念されている。これは補助金に支えられたビジネスの破綻につながる典型的な問題である[6][7]。
- AMED及びその監督者による監査は透明性が十分でないために、不公正が発生しても検証が困難であるという懸念が生じている[8]。
- さらには、3500億円の基金の行方が不透明になり、税金を原資とする巨額の基金が海外に流出してしまう事態さえ懸念されている。これはアフリカなどの発展途上国でしばしば見られる問題と共通する[9]。
- さらに、政府の大規模な補助金に依存する資金提供モデルは、企業評価を中身をともなわないままで数字上引き上げる可能性がある[10]。

これらの問題により、実際の創薬事業の成功よりも、資金獲得に重点が置かれる状況が生まれ、創薬事業が本来目指すべき成果につながらない可能性が懸念されている。

## 補助金対象事業[11][12][13][14][15][16][17]
| 補助事業課題名 | 実施機関                                          | 認定ベンチャーキャピタル                          |
| --- | ------------------------------------------------- | ------------------------------------------------- |
| 病原性CUGリピートRNAを標的とする塩基配列特異的RNA結合蛋白質による筋強直性ジストロフィー1型に対する革新的治療薬の開発  | エディットフォース株式会社                        | Newton Biocapital Partners                        |
| pDCのTLR9を標的としたアジュバントと新規抗原を用いたRSVワクチンの開発                                                  | 株式会社 Immunohelix                              | Remiges Ventures, Inc.                            |
| 下行性疼痛抑制経路を活性化する経口鎮痛薬ENDOPINの開発                                                                 | 株式会社BTB創薬研究センター                       | 京都大学イノベーションキャピタル株式会社          |
| ヒトiPS細胞由来心筋細胞製剤OZTx-556の重症心不全患者を対象としたグローバル治験によるProof of Concept (PoC)検証         | オリヅルセラピューティクス株式会社                | 京都大学イノベーションキャピタル株式会社          |
| 視覚再生遺伝子治療薬のグローバル第2相臨床試験におけるPOC取得                                                          | 株式会社レストアビジョン                          | Remiges Ventures, Inc.                            |
| KATPチャネル阻害作用を有する低分子アルツハイマー型認知症治療薬 NTX-083の開発                                          | Neusignal Therapeutics株式会社                    | 株式会社ファストトラックイニシアティブ            |
| ミトコンドリア置換自己T細胞製剤によるがん治療薬の研究開発                                                             | イメル創薬株式会社                                | Remiges Ventures, Inc.                            |
| GPC3 発現固形がんを対象とした低免疫原性同種iPS細胞由来細胞傷害性T細胞療法の開発                                       | サイアス株式会社 (Shinobi Therapeuticsに社名変更) | Impresa Management LLC                            |
| iPS細胞由来角膜内皮代替細胞(CLS001)のグローバル開発と P1/P2臨床試験                                                   | 株式会社セルージョン                              | 株式会社東京大学エッジキャピタルパートナーズ      |
| 治療抵抗性転移再発HER2陰性乳癌に対する新規治療法の開発                                                                | ぺリオセラピア株式会社                            | 大阪大学ベンチャーキャピタル株式会社              |
| 腫瘍内のM2様マクロファージに選択的なナノ粒子ドラッグデリバリーシステムに搭載したTLR刺激薬による新規がん免疫療法の開発 | ユナイテッド・イミュニティ株式会社                | 株式会社東京大学エッジキャピタルパートナーズ      |
| 自己免疫性疾患等に対する抗原特異的な免疫細胞療法の開発                                                                | レグセル株式会社                                  | 株式会社東京大学エッジキャピタルパートナーズ      |
| ヒト脂肪細胞由来血小板様細胞（ASCL-PLC）の難治皮膚潰瘍治療に対する他家（同種）再生医療等製品としての開発              | 株式会社AdipoSeeds                                | DCIパートナーズ株式会社                           |
| 低活動膀胱を対象とした低分子医薬品SFG-02の開発                                                                        | Juro Sciences株式会社                             | みやこキャピタル株式会社                          |
| 新規経口脂質代謝制御剤PRD001の脂質代謝異常症に対するPOC取得                                                           | PRD Therapeutics株式会社                          | ジャフコグループ株式会社                          |
| 多発性硬化症に対する新規LAT1阻害剤の開発                                                                              | ジェイファーマ株式会社                            | Eight Roads Capital Advisors Hong Kong Limited    |
| GD2陽性の難治性固形癌に対するGITRLを組み込んだ自家由来の新規CAR-T細胞療法の研究開発                                   | ティーセルヌーヴォー株式会社                      | DBJキャピタル株式会社                             |
| 先天性無歯症患者の欠如歯を再生する新規抗体医薬品の開発                                                                | トレジェムバイオファーマ株式会社                  | JICベンチャー・グロース・インベストメンツ株式会社 |
| 潰瘍性大腸炎治療薬MGT-006の開発                                                                                       | メタジェンセラピューティクス株式会社              | JICベンチャー・グロース・インベストメンツ株式会社 |
| 全身性強皮症に伴う難治性皮膚潰瘍に対する血管内皮幹細胞を用いた新規細胞治療薬の開発                                    | リバスキュラーバイオ株式会社                      | 大阪大学ベンチャーキャピタル株式会社              |
| 小児希少血液疾患に対する新規ex vivo増幅造血幹細胞治療製品の開発                                                       | セレイドセラピューティクス株式会社                | 株式会社東京大学エッジキャピタルパートナーズ      |